# 裸皮鲉
裸皮鲉（学名：Tetraroge leucogaster）为前鳍鲉科裸皮鲉属的鱼类。分布于东非洲桑给巴尔、到印度尼西亚、菲律宾以及中国南海等海域，属于底层海鱼。该物种的模式产地在中国海。